# Phidiana lascrucensis
Phidiana lascrucensis is een slakkensoort uit de familie van de Facelinidae. De wetenschappelijke naam van de soort is voor het eerst geldig gepubliceerd in 1974 door Bertsch & Ferreira.